# Eurybia hemispherica
Eurybia hemispherica là một loài thực vật có hoa trong họ Cúc. Loài này được (Alexander) G.L.Nesom mô tả khoa học đầu tiên năm 1995.